# Końcówka (sztuka)
Końcówka (ang. Endgame, fr. Fin de partie) – utwór dramatyczny Samuela Becketta, napisany w 1957 roku.

## Występujące osoby
- Nagg
- Nell
- Hamm
- Clov

## Przebieg akcji
Akcja dzieje się w pomieszczeniu bez mebli. Są w nim dwa okienka zasłonięte zasłonami oraz dwa kubły na śmieci z pokrywami. Clov zagląda przez okna wdrapując się na przenośne schodki. Budzi się Hamm. Rozmawiają o oczach Hamma. Okazuje się, że jest on ślepy. Rozmawia z Clovem, tymczasem podnosi się pokrywa jednego z kubłów. Pojawia się blada twarz. Jest to Nagg. Woła, że chce jeść. Chce papki. Clov mówi, że nie ma już, więc przynosi mu sucharka. Nagg jest niezadowolony. Clov zamyka starca w kuble. Hamm rozmawia z Clovem. Z rozmowy wynika, że nie ma już natury.
Nagg stuka w pokrywę drugiego kubła. Wynurza się z niego Nell. Jak co dzień próbują się pocałować, lecz nie udaje się to. Rozmawiają. Wspominają wypadek w Ardenach koło Sedanu, gdzie stracili nogi. Hamm próbuje ich uciszyć. Nell wspomina, że pływali (ona i Nagg) kiedyś łódką po jeziorze Como, w popołudnie kwietniowe, a dzień wcześniej się zaręczyli. Opisuje czystą i przejrzystą wodę. 
Nagg opowiada historyjkę o Angliku, który zamówił u krawca spodnie, a ten szył je i poprawiał przez trzy miesiące.
Hamm jest zirytowany. Clov zamyka pokrywy kubłów, Hamm chce, żeby go powozić na jego fotelu na małych kółkach. Clov popycha fotel przy ścianach, w pewnej chwili Hamm każe zatrzymać się i przysunąć blisko ściany. Przystawia do niej ucho, ale nic nie słyszy. Każe odwieźć się dokładnie na środek pomieszczenia. Pyta Clova o pogodę. Ten przynosi lunetę i schodki. Za oknem wszystko jest „trupie”. Kiedyś było widać latarnię morską, ale się rozpadła. Nie widać mew, fale jak z ołowiu, brak słońca, jest szaro.
Clov znajduje pchłę na swoim brzuchu. Truje ją środkiem owadobójczym. Clov chce odejść, ale zawsze coś go powstrzymuje. Nie potrafi tego zrobić. Z rozmowy wynika, że Clov został przygarnięty przez Hamma. Hamm zastąpił mu ojca i dał dom. Hamm chce, aby przynieść mu psa. Clov przynosi sztucznego psa, jeszcze nie skończonego, bez jednej łapy i określonej płci. Hamm opowiada jak kiedyś chodził do zakładu, do malarza. Pokazywał mu zboże, rybackie łodzie i „całe to piękno”. Malarz jednak widział tylko popioły. 
Hamm chce opowiedzieć opowieść. Clov nie chce słuchać. Hamm każe obudzić swego ojca, żeby on słuchał. Za wysłuchanie historii chce pralinkę. Hamm się zgadza i zaczyna opowiadać. Kiedy kończy, nie daje ojcu pralinki, twierdzi, że się już skończyły. Opowiada ciąg dalszy swojej opowieści. Przerywa w pewnym momencie, gdyż nie wymyślił jeszcze końca. Każe sprawdzić, czy Nell umarła. Clov zagląda do kubła i stwierdza, że chyba tak. Następnie zagląda do Nagga, ten płacze. 
Nastaje pora na środek uśmierzający dla Hamma. Okazuje się jednak, że się skończył. Clov na polecenie Hamma wygląda za okno. Nagle zauważa jakiegoś człowieka. Wydaje mu się, że to chłopiec. Siedzi na ziemi i patrzy się na swój pępek lub w jego okolice. Clov chce zobaczyć, czy chłopiec nie żyje. Hamm zatrzymuje go mówiąc: Nie warto. (...) Jeśli istnieje, tam – umrze, albo przyjdzie tu. A jeśli nie istnieje, nie warto.
Clov chce odejść. Po raz pierwszy i jedyny w całej sztuce pada tytułowe słowo Stara, dawno przegrana końcówka (...). Hamm wypowiada monolog. Kończy swą opowieść. Kładzie starą chustę na twarz. Ramiona opuszcza na poręcze fotela i nieruchomieje.